# Chimera (videojuego)
Chimera es un videojuego de acción y aventura escrito por Shahid Ahmad y publicado por Firebird en 1985.

## Trama
Una enorme nave espacial amenaza con destruir la Tierra. Una persona debe abordar la nave y activar su mecanismo de autodestrucción para hacerla explotar y salvar la Tierra.

## Jugabilidad
En Chimera, el jugador se mueve a través de un laberinto isométrico de 8 x 8 pantallas. El jugador debe obtener acceso a áreas ocultas o bloqueadas de la nave espacial, a menudo encontrando elementos para sortear varios obstáculos. Una vez que se desactivan los obstáculos, el jugador puede usar elementos para crear una ojiva y llevarla a una de las salas "azules" de la nave. Tras la activación de las cuatro ojivas, el jugador debe llegar a la sala verde para completar la misión.
El jugador también debe evitar quedarse sin comida o agua, que se consumen más rápidamente si lleva algo o está en una habitación calurosa. En el laberinto se puede encontrar tanto agua como comida de vez en cuando. Si el jugador se queda sin comida o agua, o intenta desactivar un obstáculo con un objeto incorrecto, muere y pierde el juego.
Al completar el juego, el jugador recibe una combinación de teclas que le otorga acceso a un juego de bonificación en el que tiene que disparar a una fila de objetos (similar a Space Invaders). Se ha dicho que el juego de bonificación en el Atari 800 se colgó debido a un error de programación. Sin embargo, el autor del juego afirmó que el juego extra de Atari 800, "A Different Kettle of Fish", funcionaba cuando el software fue enviado al editor, Firebird Software.

## Desarrollo
En 1984, Shahid Ahmad se sentía desilusionado y estaba a punto de abandonar los videojuegos después de convertir Jet Set Willy para el Commodore 64 en solo tres semanas. Fue apresurado, lo que resultó en errores, y Ahmad también afirmó que no le pagaron lo que valía su trabajo. Sin embargo, en diciembre de ese año, se inspiró después de ver Knight Lore, queriendo hacer un clon del juego. Comenzó a aprender a codificar en Z80, escribiendo su propio editor de sprites y construyendo el escenario de la nave espacial. La primera versión del juego fue inicialmente rechazada por Firebird. Ahmad pidió dos semanas más para mejorar el juego, donde se agregó la necesidad de recolectar comida y agua, así como los objetos y elementos, radiadores que drenaban agua, el Jack in a Box y muestras de voz grabadas por Ahmad. Lo llevó de regreso a Firebird, donde posteriormente fue aprobado.

## Recepción
"Chimera es definitivamente superior en términos gráficos y sonoros [...] pero la jugabilidad es, lamentablemente, [...] débil".

Gary Penn en el número de Zzap! de enero de 1986.
El juego fue recibido de forma más positiva por Chris Bourne, de Sinclair User, quien dijo que tenía una "excelente relación calidad-precio".

## Legado
Ahmad afirma que "Chimera" fue el primer clon de "Knight Lore". Reconoció que el juego podría haber sido mejor y que deseaba haber añadido más cosas, como teletransportadores, saltos, controles más sencillos, un mapa adecuado y más historia. Sin embargo, fue gracias a "Chimera" que Ahmad continuó en la industria de los videojuegos, y afirmó que el día más feliz de su vida como creador de juegos fue cuando Firebird aceptó encargar "Chimera".
Veinticinco años después del lanzamiento de "Chimera", el diseñador original del juego, Shahid Ahmad, anunció que estaba trabajando en la edición del 25.º aniversario del juego, titulada "Chimera 2010", que nunca se completó. El 3 de septiembre de 2017, Ahmad anunció un spin-off de realidad virtual, "Chimera Zero", y dijo: "Lo único que "Chimera Zero" tiene en común con el original de 1985 son el nombre, los robots y un entorno descaradamente de ciencia ficción". Sin embargo, el estudio de desarrollo Ultimatum Games que estaba trabajando en el título cerró en febrero de 2020.
En junio de 2022, Ahmad anunció una secuela del juego, "Chimera 2", y lanzó una versión alfa bajo un modelo de paga lo que quieras.